# Bran (Charente-Maritime)
Bran is een gemeente in het Franse departement Charente-Maritime (regio Nouvelle-Aquitaine) en telt 129 inwoners (1999). De oppervlakte bedraagt 4,14 km², de bevolkingsdichtheid is 31 inwoners per km².

## Demografie
Onderstaande figuur toont het verloop van het inwonertal (bron: INSEE-tellingen).

1. ↑  Populations de référence 2022.